# 圣乔治 (康塔尔省)
圣乔治（法語：Saint-Georges，法語發音：[sɛ̃ ʒɔʁʒ] ⓘ）是法国康塔尔省的一个市镇，属于圣弗卢尔区。

## 地理
圣乔治（45°1'7"N, 3°7'39"E）面积33.14 平方千米，位于法国奥弗涅-罗讷-阿尔卑斯大区康塔爾省，该省份为法国中南部省份，位于法國中央高原中心，北起科雷兹省、上盧瓦爾省和多姆山省，西接洛特省和科雷兹省，南至阿韦龙省和洛特省，东临上盧瓦爾省和洛泽尔省。
与圣乔治接壤的市镇（或旧市镇、城区）包括：阿勒兹、昂格拉尔-德圣弗卢尔、科朗、芒蒂耶尔、吕讷昂马尔热里德、圣弗卢尔、蒂维耶、瓦布尔。

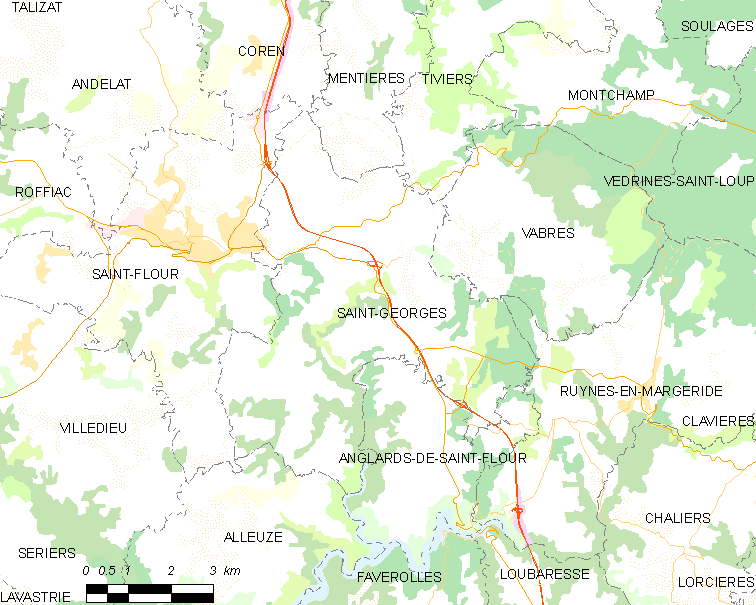
的OSM定位图

圣乔治的时区为UTC+01:00、UTC+02:00（夏令时）。

## 行政
圣乔治的邮政编码为15100，INSEE市镇编码为15188。

## 政治
圣乔治所属的省级选区为特吕耶尔河畔讷韦格利斯县。

## 人口

1962-2008年间人口变化图示

圣乔治于2022年1月1日时的人口数量为1176人。